# BH Гончих Псов
BH Гончих Псов (лат. BH Canum Venaticorum), HD 118216 — двойная звезда в созвездии Гончих Псов на расстоянии приблизительно 150 световых лет (около 46,1 парсек) от Солнца. Визуальная звёздная величина звезды — от +5,01m до +4,94m. Возраст звезды определён как около 1,3 млрд лет.
Открыта Зеки Экером и Л. Р. Доэрти в 1987 году**.

## Характеристики
Первый компонент (HD 118216A) — жёлто-белая звезда спектрального класса A6m, или F0, или F2IV. Масса — около 1,5 солнечной, радиус — около 3,1 солнечного, светимость — около 17,364 солнечной. Эффективная температура — около 6625 K.
Второй компонент (HD 118216B) — оранжевая эруптивная переменная звезда типа RS Гончих Псов (RS) спектрального класса K0IV, или K2IV. Масса — около 0,42 солнечной, радиус — около 3,27 солнечного. Эффективная температура — около 4700 K. Орбитальный период — около 2,613 суток.

## Планетная система
В 2019 году учёными, анализирующими данные проектов Hipparcos и Gaia, у звезды обнаружена планета HIP 66257 b.